# Paladino (film)
Paladino (My Fighting Gentleman) è un film muto del 1917 diretto da Edward Sloman.

## Produzione
Il film fu prodotto dall'American Film Company.

## Distribuzione
Distribuito dalla Mutual Star Productions (Mutual Film), il film uscì nelle sale cinematografiche USA il 12 marzo 1917 con il titolo My Fighting Gentleman (titolo alternativo A Son of Battle). In Italia, distribuito nel 1919 dalla Pathé in una versione di 1416 metri con il visto di censura 14733.